# Goodenia hartiana
Goodenia hartiana är en tvåhjärtbladig växtart som beskrevs av L.W.Sage. Goodenia hartiana ingår i släktet Goodenia och familjen Goodeniaceae. Inga underarter finns listade i Catalogue of Life.